# Перламутровый ларец
«Перламутровый ларец» (фр. L'Étui de nacre) — сборник новелл французского писателя Анатоля Франса, опубликованный в 1892 году.

## Публикация
Сборник увидел свет в парижском издательстве Кальман-Леви в 1892 году. Франс включил в него новеллы, по большей части публиковавшиеся прежде в периодической прессе (главным образом в газете Temps). Условно они делятся на три тематических цикла, о раннем христианстве, о Французской революции и о современной автору Франции:
- Прокуратор Иудеи
- Амикус и Целестин
- Легенда о святых Оливерии и Либеретте
- Святая Евфросиния
- Схоластика
- Жонглёр богоматери
- Обедня теней
- Лесли Вуд
- Гестас
- Записки сельского врача
- Записки волонтёра
- Рассвет
- Госпожа де Люзи
- Дарованная смерть
- Эпизод из времён флореаля II года Республики
- Оловянный солдатик
- Обыск

## Оценки
Литературоведы отмечают, что Франс в течение всей жизни интересовался поздней античностью и её столкновением с христианством. До «Перламутрового ларца» этот интерес проявился в ряде новелл из сборника «Валтасар» и в романе «Таис». И в этих произведениях, и в новеллах из «Перламутрового ларца» Франс использует материал христианских легенд, высказываясь на религиозные темы со скепсисом и иронией.